# The Conqueror (película)
The Conqueror es una película de 1956 producida por Howard Hughes y dirigida por Dick Powell, con John Wayne en el papel del caudillo mongol Ghengis Khan y Susan Hayward en el de la princesa Bortai; el reparto incluyó también a Agnes Moorehead, Pedro Armendáriz, y William Conrad.
La película funcionó bien en taquilla, siendo la undécima película más vista en Estados Unidos en 1956, pero fue un fracaso entre la crítica, a menudo catalogada como una de las peores películas de los años 50 y de la historia del cine, lo que es bastante significativo, dada la calidad de los actores que integraban el reparto. Wayne, que se encontraba en la cumbre de su carrera, luchó denodadamente por hacerse con el papel después de haber leído el guion. Aunque ahora se cree que el personaje no era apropiado para él, estaba convencido de no haberse equivocado en la elección. The Conqueror fue incluida en el libro de 1978  The Fifty Worst Films of All Time (Las cincuenta peores películas de todos los tiempos), y Wayne fue nombrado póstumamente "ganador" a la actuación más equivocada en el libro de 1980 The Golden Turkey Awards.
Al parecer, el excéntrico millonario Howard Hughes se sintió culpable por haber producido una película tan fallida (véase la razón abajo) y haberla rodado en un sitio peligroso. Compró todas las copias a un precio de 12 millones de dólares y la mantuvo enlatada fuera de la circulación hasta que en 1979 fue comprada por Universal Pictures y trasmitida por televisión. Junto con Ice Station Zebra, se ha sabido que era uno de los filmes que Hughes veía incesantemente durante sus últimos años de vida.
La película fue lanzada en DVD por Universal dentro de su colección Vault en 2012.

## Argumento
El jefe mongol Temujin (más tarde conocido como Genghis Khan) se enamora de Bortai, la hija del líder de los tártaros, y la secuestra, precipitando la guerra. Bortai rechaza a Temujin y es rescatada en una incursión posterior. Temujin es capturado después. No obstante, Bortai se enamora de él y lo ayuda a escapar. Temujin sospecha que fue traicionado por un compañero mongol y se propone encontrar al traidor y derrotar a los tártaros.

## Reparto
- John Wayne como Temujin, después Gengis Kan
- Susan Hayward como Bortai
- Agnes Moorehead como Hunlun
- Pedro Armendáriz como Yamuja
- Thomas Gomez como Wang Khan
- John Hoyt como Shaman
- William Conrad como Kasar
- Ted de Corsia como Kumlek
- Leslie Bradley como Targutai
- Lee Van Cleef como Chepei
- Peter Mamakos como Bogurchi
- Leo Gordon como capitán tártaro
- Richard Loo como capitán de la guardia de Wang

### Sin acreditar
- Michael Wayne como guardia mongol
- Patrick Wayne

El personaje de Genghis Khan había sido escrito originalmente para Marlon Brando, pero Brando lo rechazo.

## Producción

### Incidente nuclear y controversia sobre cáncer
The Conqueror se rodó en localizaciones cercanas a St. George en el desierto de Utah, no lejos del campo de pruebas del Gobierno de los Estados Unidos en Nevada, sitio donde se ensayaban armas nucleares durante los años 1950. El reparto y el equipo de filmación pasaron varias semanas difíciles rodando escenas exteriores en el lugar, del cual Hughes posteriormente enviaría 60 toneladas de tierra para el rodaje en interiores en el estudio, para aportar realismo a la filmación. El reparto de actores, el director y equipo de filmación sabían de las pruebas nucleares (hay fotos de Wayne sosteniendo un contador Geiger durante la producción), pero por aquel entonces la relación entre la exposición al polvo radiactivo y el cáncer todavía no estaba bien estudiada, y el gobierno había asegurado a los residentes que las pruebas no representaban un peligro para la salud.
Todas las personas mencionadas arriba murieron de cáncer. Powell murió pocos años después de terminado el filme. Hayward, Wayne y Moorehead murieron a mediados de los años 1970. A Pedro Armendáriz le diagnosticaron cáncer de riñón, y cuatro años después se suicidó al enterarse de que el cáncer era terminal. Quienes dudan de la relación entre la película y dichos casos de cáncer señalan otros factores (Wayne era un fumador empedernido, como lo era Moorehead) y que el cáncer resultado de una exposición a la radiación no tiene un periodo de incubación tan largo. Del total de 220 integrantes participantes en el filme, 91 habían desarrollado algún tipo de cáncer hacia 1981 y 46 habían muerto hasta ese entonces. Sin embargo, no está claro si la incidencia de cáncer entre ellos era sensiblemente más alta de lo que quizás se esperaría estadísticamente en la población americana contemporánea. En el conteo no tuvieron en cuenta ni incluyeron a los nativos paiute de las reservas cercanas que fueron contratados como extras. Varios miembros del reparto y el equipo, así como familiares de los que murieron, consideraron demandar al gobierno por negligencia, alegando que sabía más del peligro en el área de lo que aparentaba.
El profesor de Biología de la Universidad de Utah Robert Pendleton describió la incidencia de cáncer entre el personal de filmación y el reparto como una «epidemia».
Es preciso destacar que 91 miembros del reparto y del equipo habían contraído cáncer para 1984, con más de la mitad de ellos muriendo. El doctor Pendleton señaló en 1980:

«Con estos números este caso podría ser calificado como una epidemia. La conexión entre la radiación por lluvia radioactiva y cáncer en casos individuales ha sido prácticamente imposible de demostrar concluyentemente. Pero en un grupo de este tamaño la expectativa sería de 30 individuos con posibilidad de desarrollar alguna forma de cáncer... Creo en referencia a la exposición del reparto y equipo fílmico en la filmación de "The Conqueror" que podría llevarse ante un Tribunal de Justicia».